# Kent Scholz
Kent Scholz (ur. 16 października 1968) – niemiecki piłkarz występujący na pozycji obrońcy, trener piłkarski. Posiada również obywatelstwo duńskie.

## Życiorys
W 1990 roku został piłkarzem Esbjerg fB. W klubie tym zadebiutował 16 września w spotkaniu przeciwko Vanløse IF. Z Esbjergiem dwukrotnie awansował do 1. division, rozgrywając łącznie w jego barwach 194 mecze. Na początku 1997 roku przeszedł do Vejle BK. W Superligaen zadebiutował 14 marca w wygranym 3:0 spotkaniu z Brøndby IF. W sezonie 1996/1997 zdobył z Vejle wicemistrzostwo Danii. Ogółem w tym klubie wystąpił w 126 ligowych meczach, z czego w 100 na poziomie Superligaen. W 2001 roku został piłkarzem niemieckiego Flensburg 08, zaś we wrześniu objął dodatkowo funkcję trenera. Karierę piłkarską zakończył w 2003 roku, a trenerem klubu był jeszcze przez dwa kolejne lata.
Jego synem jest piłkarz, Alexander Scholz.

## Statystyki ligowe
| Sezon         | Klub         | Liga        | Mecze | Gole |
| ------------- | ------------ | ----------- | ----- | ---- |
| 1990          | Esbjerg fB   | 2. division | 7     | 1    |
| 1991          | Esbjerg fB   | 2. division | 14    | 2    |
| 1991/1992 (j) | Esbjerg fB   | 2. division | 17    | 0    |
| 1991/1992 (w) | Esbjerg fB   | 1. division | 9     | 0    |
| 1992/1993 (j) | Esbjerg fB   | 1. division | 16    | 0    |
| 1992/1993 (w) | Esbjerg fB   | Superkvalen | 13    | 1    |
| 1993/1994     | Esbjerg fB   | 1. division | 31    | 1    |
| 1994/1995 (j) | Esbjerg fB   | 2. division | 18    | 2    |
| 1994/1995 (w) | Esbjerg fB   | 1. division | 13    | 1    |
| 1995/1996     | Esbjerg fB   | 1. division | 29    | 0    |
| 1996/1997 (j) | Esbjerg fB   | 1. division | 14    | 0    |
| 1996/1997 (w) | Vejle BK     | Superligaen | 8     | 0    |
| 1997/1998     | Vejle BK     | Superligaen | 33    | 0    |
| 1998/1999     | Vejle BK     | Superligaen | 26    | 0    |
| 1999/2000     | Vejle BK     | Superligaen | 33    | 0    |
| 2000/2001     | Vejle BK     | 1. division | 26    | 0    |
| 2001/2002     | Flensburg 08 | Oberliga    | 29    | 0    |
| 2002/2003     | Flensburg 08 | Oberliga    | 28    | 0    |